# Heteromyza oculata
Heteromyza oculata är en tvåvingeart som beskrevs av Fallen 1820. Enligt Catalogue of Life ingår Heteromyza oculata i släktet Heteromyza och familjen Heteromyzidae, men enligt Dyntaxa är tillhörigheten istället släktet Heteromyza och familjen myllflugor. Arten är reproducerande i Sverige. Inga underarter finns listade i Catalogue of Life.